# Kevin Paqué
Kevin Paqué (* 11. April 1996) ist ein professioneller niederländischer Pokerspieler. Er gewann 2019 das Main Event der Master Classics of Poker.

## Persönliches
Paqué spielte bis 2015 in der Jugendabteilung des Fußballvereins Excelsior Rotterdam. Anschließend war der Mittelfeldspieler für den BVCB Bergschenhoek und Feyenoord Rotterdam aktiv, ehe er 2017 seine Karriere beendete.

## Pokerkarriere
Seine erste Geldplatzierung bei einem Live-Pokerturnier erzielte Paqué Mitte März 2016 in Rotterdam bei einem Event der Variante No Limit Hold’em. Ende November 2019 gewann er das Main Event der Master Classics of Poker in Amsterdam und sicherte sich den Hauptpreis von mehr als 260.000 Euro. Bei der Triton Poker Series in Madrid erzielte der Niederländer Mitte Mai 2022 drei Geldplatzierungen. Insbesondere aufgrund seines dritten Platzes im Main Event erhielt er Preisgelder von knapp 1,6 Millionen Euro. Auch beim Super High Roller der European Poker Tour in Barcelona gelangte er im August 2022 an den Finaltisch und belegte den mit über 900.000 Euro dotierten dritten Rang.
Insgesamt hat sich Paqué mit Poker bei Live-Turnieren mehr als 3 Millionen US-Dollar erspielt.